# Доддридж (округ, Західна Вірджинія)
Шаблон:StateAbbr_ 39°16′ пн. ш. 80°42′ зх. д. / 39.26° пн. ш. 80.7° зх. д.
Округ  Доддридж (англ. Doddridge County) — округ (графство) у штаті  Західна Вірджинія, США. Ідентифікатор округу 54017.

## Історія
Округ утворений 1845 року.

## Демографія
За даними перепису 2000 року загальне населення округу становило 7403 осіб, усе сільське. Серед мешканців округу чоловіків було 3736, а жінок — 3667. В окрузі було 2845 домогосподарств, 2102 родин, які мешкали в 3661 будинках. Середній розмір родини становив 2,98.
Віковий розподіл населення поданий у таблиці:
| Стать    | До 15 років | 15-21 | 22-29 | 30-39 | 40-49 | 50-65 | 65-85 | Понад 85 |
| -------- | ----------- | ----- | ----- | ----- | ----- | ----- | ----- | -------- |
| Чоловіки | 744         | 484   | 323   | 473   | 566   | 658   | 456   | 32       |
| Жінки    | 683         | 358   | 258   | 519   | 601   | 638   | 521   | 89       |

## Суміжні округи
- Ветзел — північ
- Гаррісон — схід
- Льюїс — південний схід
- Ґілмер — південь
- Рітчі — захід
- Тайлер — північний захід

## Виноски
1. ↑  U.S. Decennial Census. United States Census Bureau. Архів оригіналу за 26 квітня 2015. Процитовано 9 січня 2014.
2. ↑  Historical Census Browser. University of Virginia Library. Архів оригіналу за 1 вересня 2019. Процитовано 9 січня 2014.
3. ↑  Population of Counties by Decennial Census: 1900 to 1990. United States Census Bureau. Архів оригіналу за 3 червня 2013. Процитовано 9 січня 2014.
4. ↑  Census 2000 PHC-T-4. Ranking Tables for Counties: 1990 and 2000 (PDF). United States Census Bureau. Архів оригіналу (PDF) за 6 вересня 2019. Процитовано 9 січня 2014.
5. ↑  State & County QuickFacts. United States Census Bureau. Архів оригіналу за 6 серпня 2011. Процитовано 9 січня 2014.(англ.) Наведено за англійською вікіпедією.
6. ↑  American FactFinder. Бюро перепису населення США. Архів оригіналу за 21 травня 2008. Процитовано 31 січня 2008.

| США | Це незавершена стаття з географії США. Ви можете допомогти проєкту, виправивши або дописавши її. |